# Trachyrincus scabrus

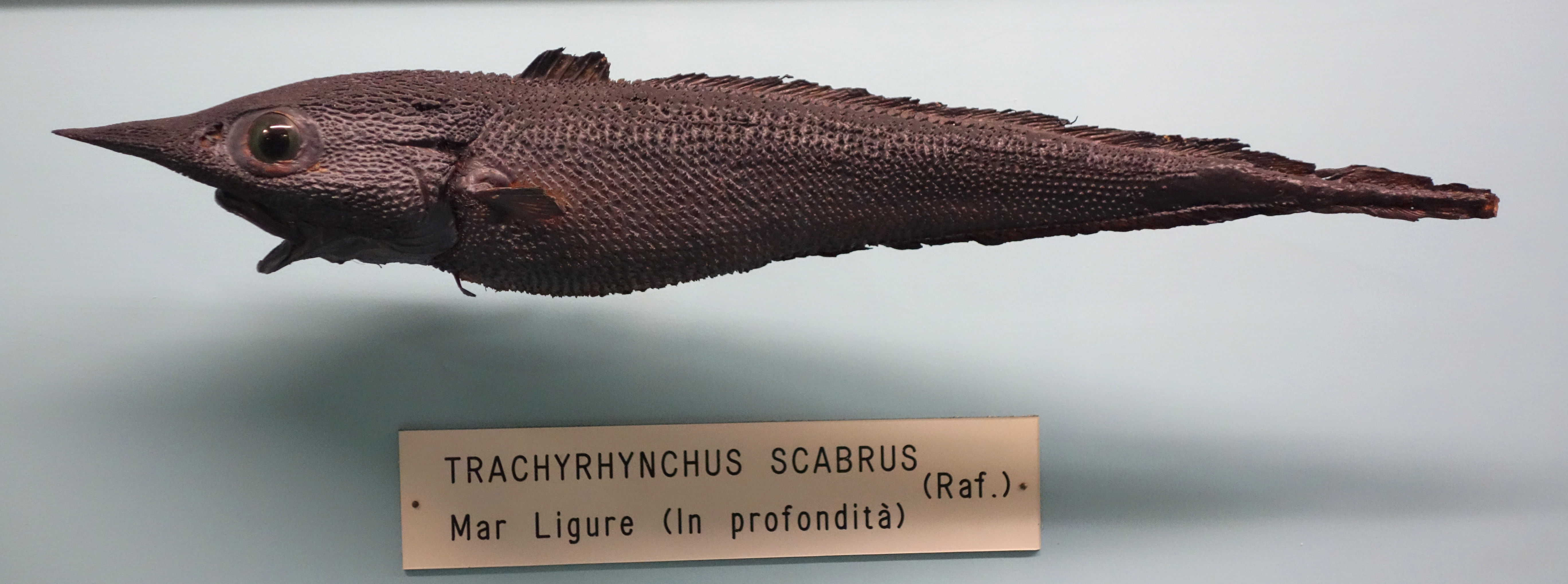
Präparat von Trachyrincus scabrus im Naturkundemuseum von Genua

Der Trachyrincus scabrus ist ein wenig erforschter Fisch, welcher hauptsächlich in der Tiefsee vorkommt und sich räuberisch ernährt.

## Merkmale

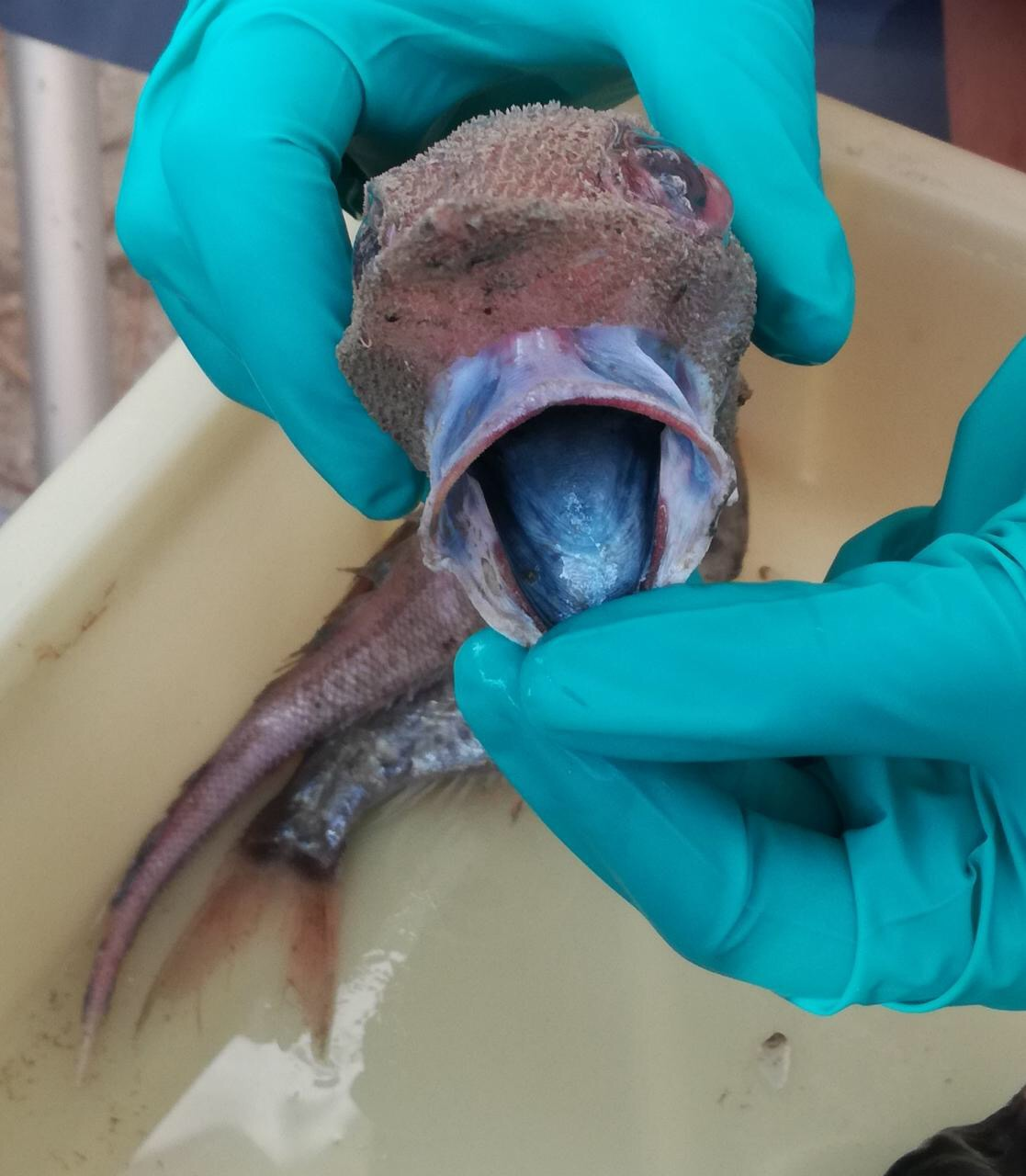
Maul von Trachyrincus scabrus

Das auffälligste Merkmal von Trachyrincus scabrus ist sein sehr großer Kopf. Die Kopflänge beträgt 25 bis 32 % der Körperlänge. Die Augen sind sehr groß, der horizontale Augendurchmesser liegt etwa bei etwa einem Drittel der Kopflänge. Das Auge hat eine ovale Form, weshalb der horizontale Durchmesser größer ist als der vertikale. Die Schnauze ist lang und spitz und macht 38 bis 45 % der Kopflänge aus. Das Maul ist unterständig und hufeisenförmig und in beiden Kiefern sind zahlreiche feine Zähne zu finden. Die erste Rückenflosse (Dorsalis) besitzt 11 bis 12 Weichstrahlen, wovon der zweite Flossenstrahl der längste ist. Die zweite Dorsalis setzt direkt hinter der ersten an, ist etwas tiefer gesetzt und ein bisschen länger als die Analflosse (Analis). Sie verschmilzt am Ende mit der Schwanzflosse (Caudalis) ebenso wie die Analis, welche etwas kürzer und tiefer als die zweite Dorsalis ist. Die Brustflossen (Pectoralia) besitzen jeweils 20 bis 22 Flossenstrahlen, während die Bauchflossen (Ventralia) nur aus sieben (selten sechs) Flossenstrahlen bestehen. Die Ctenoidschuppen von Trachyrhynchus trachyrhynchus besitzen in der Regel drei Zähnchen, sogenannte Dentikel, und bilden sich in der Ontogenese aus Cycloidschuppen. In der Kopfregion bilden die Schuppen eine zusammenhängende Schale und auf beiden Seiten der Basis der Rücken- und Afterflosse befindet sich eine Reihe dieser Schuppen, die mit einem Kamm versehen sind. Bei adulten Tieren ist dieser Kamm zusätzlich gezähnt. Der Fisch ist meist graubraun gefärbt und besitzt eine Gesamtlänge von über 50 cm im adulten Zustand.

## Vorkommen
Das Verbreitungsgebiet von Trachyrincus scabrus zieht sich nördlich im Atlantik bis zum irischen Kontinentalschelf, über das westliche Mittelmeer bis zum südlichsten Punkt, den Kapverden. Trachyrincus scabrus ist dabei die häufigste Art im Mittelmeer unter den Grenadierfischen. Rafinesque (1810) beschreibt diese Art zum ersten Mal aus Proben von Nizza als Oxycephys scabrus, gleichzeitig beschreibt auch Risso (1810) diese Art als Lepidoleprus trachyrhynchus. Vaillant (1888) findet dieses Tier an den Küsten Marokkos, des Sudans und bei den Kapverden. Im Golf de Gascogne entdeckt Koehler (1896) den Fisch. Richard (1904) fischt diese Art erneut in Marokko aus einer Tiefe von ca. 1215 m und Johnsen (1927) findet Exemplare im Larvenstadium in der Gegend von Gran sol. I.A. Trunov zieht diese Art im Südwestatlantik 1972 aus dem Wasser. Oft wird diese Art in unerschlossen Gebieten in einer Tiefe über 500 m gefischt. Trachyrincus scabrus kommt in Tiefen zwischen 300 und 1500 m vor und ist sehr gut an die dort vorherrschenden Bedingungen angepasst. Bei konstanter Wassertemperatur von 13 °C, einer erhöhten Salinität und wenig Licht sowie Sauerstoff ist sein Wachstum und die Fortpflanzung verlangsamt, seine Stoffwechselrate erniedrigt.

## Ernährung
Der pelagisch lebende Fisch Trachyrincus scabrus ernährt er sich hauptsächlich von Schwebegarnelen und Ruderfußkrebsen. Zusätzlich frisst er auch kleine Fische sowie Krebse (Crustacea), Kopffüßer (Cephalopoden), Vielborster (Polychaeten) oder auch Schnecken (Gastropoda).

## Fortpflanzung und Entwicklung
Trachyrincus scabrus zeigt ein stark saisonales Reproduktionsmuster und die unterschiedlichen Entwicklungsstadien des Fisches spielen sich in unterschiedlichen Tiefen des Meeres ab. Durch die mikroskopische Untersuchung der Keimdrüsen beim Weibchen wurden sechs verschiedene Ovarialstadien gefunden. Reife Weibchen sind im Herbst und Winter zu finden. Im Herbst befinden sich die Weibchen im Entwicklungs- und Laichstadium und sie laichen aktiv im Winter. Nach dem Schlüpfen leben die juvenilen Tiere in einer Tiefe zwischen 300 und 400 m. Im zweiten Lebensjahr wandern sie in eine Tiefe zwischen 400 und 500 m ab. Im dritten und/oder vierten Lebensjahr werden sie geschlechtsreif und wandern erneut in eine Tiefe zwischen 600 und 800 m ab. Die adulten Tiere sind dann in einer Tiefe zwischen 900 und 1400 m zu finden, wobei die größten Exemplare in einer Tiefe zwischen 900 und 1050 m gefunden wurden.

## Parasiten
Der parasitäre Befall ist bei Fischen nicht unüblich, so ist auch Trachyrincus scabrus oft von einer Unterklasse der Saugwürmer (Trematoden), den sogenannten Digenea, befallen. Der Parasitismus wurde von Constenla et al. (2011) genauer beschrieben. Bathycreadium elongatum sitzt bevorzugt im Pylorusblindsäckchen oder im Darm des Fisches und befällt schätzungsweise ca. 75 % aller Individuen. Zum Teil finden sich auch Parasiten im Magen oder in der Nähe beziehungsweise im Mesenterium. Durch den parasitären Befall kommt es zu knötchenartigen Läsionen im Pylorusblindsäckchen, welche bei histologischer Untersuchung granulomatöse Entzündungen zeigen. Der Vergleich der 28S-rRNA der Parasiten aus den Knötchen und derer, die frei im Pylorusblindsäckchen vorkommen, ergab eine 100%ige Übereinstimmung. Bathycreadium elongatum lebt im Frühjahr und Sommer frei im Mesenterium und legt dabei seine Eier in den Knötchen ab. Nach dem Schlüpfen der Larven degenerieren die Knötchen im Herbst. So sind im Winter und Frühjahr vorwiegend juvenile Tiere zu finden. Im Sommer ist die Anzahl der juvenilen und adulten Tiere beinahe gleich und verlagert sich im Herbst auf eine höhere Anzahl an adulten und seneszenten Tiere.

## Beziehung zum Menschen
Die Art ist sehr anfällig gegenüber Umweltveränderungen. Aufgrund der massiven Garnelen-Fischerei bleibt den Tieren nicht genug Zeit, ihre vollständige Größe zu erreichen. Als häufig vorkommender Beifang werden sie zu Fischmehl und Öl verarbeitet.

## Taxonomie und Systematik
Synonyme sind: Trachyrincus scabrus, Oxycephas scabrus, Trachyrhynchus scabrus, Trachyrincus anonyme, Lepidoleprus trachyrincus, Trachyrincus trachyrincus und Macrurus trachyrhynchus.